# Copidognathus cataphractus
Copidognathus cataphractus is een mijtensoort uit de familie van de Halacaridae. De wetenschappelijke naam van de soort is voor het eerst geldig gepubliceerd in 1899 door Trouessart.